# Elwira Marszałkowska-Krześ
Elwira Marszałkowska-Krześ (ur. 1962) – polska prawniczka, profesor nauk prawnych, dyrektor Instytutu Prawa Cywilnego Wydziału Prawa, Administracji i Ekonomii Uniwersytetu Wrocławskiego, profesor Wyższej Szkoły Ekonomii, Prawa i Nauk Medycznych im. prof. Edwarda Lipińskiego w Kielcach, wykładowca Collegium Polonicum w Słubicach, członek Rady Legislacyjnej X kadencji, członek Komisji Dyscyplinarnej do spraw nauczycieli akademickich przy Radzie Głównej Nauki i Szkolnictwa Wyższego w kadencji 2017–2020 i 2021–2024.

## Życiorys
Tytuł jej rozprawy doktorskiej z 1998 r. brzmiał: Zaskarżalność uchwał wspólników w spółce z ograniczoną odpowiedzialnością.
W latach 2005–2010 prowadziła na Uniwersytecie Viadrina seminarium magisterskie oraz wykłady na temat polskiego prawa cywilnego oraz gospodarczego (Polnisches Zivilprozessrecht, Polnisches Gesellschaftsrecht aus der Perspektive EU). W 2005 r. współpracowała z Komisją Ustawodawczą Sejmu RP w obszarze reformy postępowania cywilnego, oraz była członkiem zespołu ds. Implementacji Spółdzielni europejskiej w ramach Komisji Kodyfikacyjnej działającej przy Ministrze Sprawiedliwości, a także w Radach Programowych w czasopismach naukowych: ADR Arbitraż i Mediacja, Rejent, Przegląd Prawa i Administracji, Polski Proces Cywilny oraz jako stały recenzent Przeglądu Prawa Egzekucyjnego. W latach 2006–2008 współpracowała ze Stowarzyszeniem Notariuszy RP oraz Krajową Radą Notarialną, w obszarze regulacji notariatu oraz reformy prawa cywilnego. W latach 2006–2009 współpracowała z pracownikami naukowymi Akademii Medycznej we Wrocławiu i Uniwersytetu Przyrodniczego we Wrocławiu, efektem czego były wspólne publikacje na temat zwalczania ptasiej grypy. W latach 2006–2010 była członkiem Rady Fundacji, a następnie Zarządu Fundacji dla Uniwersytetu Wrocławskiego. Od 2006 roku współpracuje z pracownikami naukowymi z zakresu arbitrażu, jako stały arbiter Sądu Arbitrażowego przy Krajowej Izbie Gospodarczej. W latach 2007–2010 była Redaktorem Naczelnym Przeglądu Legislacyjnego. Od 2010 r. jest członkiem założycielem Towarzystwa Naukowego Procesualistów Cywilnych, a od 2011 r. wymienia doświadczenia i współpracuje z uczelniami wrocławskimi jako członek Rady Nadzorczej Wrocławskiego Centrum Badań EIT+. W latach 2011–2012 współpracowała z Uniwersytetem Maastricht w ramach realizacji projektu: „Comparative study on legal standing (locus standi) before the EU and Member States’ Courts”, w ramach projektu finansowanego przez Parlament Europejski (projekt IP/C/JURI/IC/2011-063) i opracowania dotyczącego legitymacji procesowej w Polsce.
Od stycznia 2021 r. jest członkiem Komisji Dyscyplinarnej ds. nauczycieli akademickich przy Radzie Głównej Nauki i Szkolnictwa Wyższego na kadencję 2021–2024.
W swojej karierze współpracowała z pracownikami naukowymi Akademii Medycznej we Wrocławiu, prowadząc wspólne wykłady na konferencjach naukowo-szkoleniowych, dotyczące zakażeń szpitalnych (aspekty prawne i medyczne) oraz odpowiedzialności lekarzy i personelu medycznego. W ramach współpracy z samorządem lekarskim uczestniczyła w Jubileuszowym XXX Okręgowym Zjeździe Delegatów Dolnośląskiej Izby Lekarskiej. Jest aktywnym współpracownikiem samorządów adwokackiego, notarialnego, radców prawnych i sędziowskiego, w tym w zakresie szkolenia aplikantów i prowadzenia wykładów w ramach doskonalenia zawodowego przedstawicieli tych samorządów. Uczestniczy w konferencjach naukowo-szkoleniowych organizowanych przez te samorządy oraz w komisjach egzaminacyjnych, a także publikuje na łamach czasopism prawniczych wydawanych przez te samorządy.